# Auguste Daum

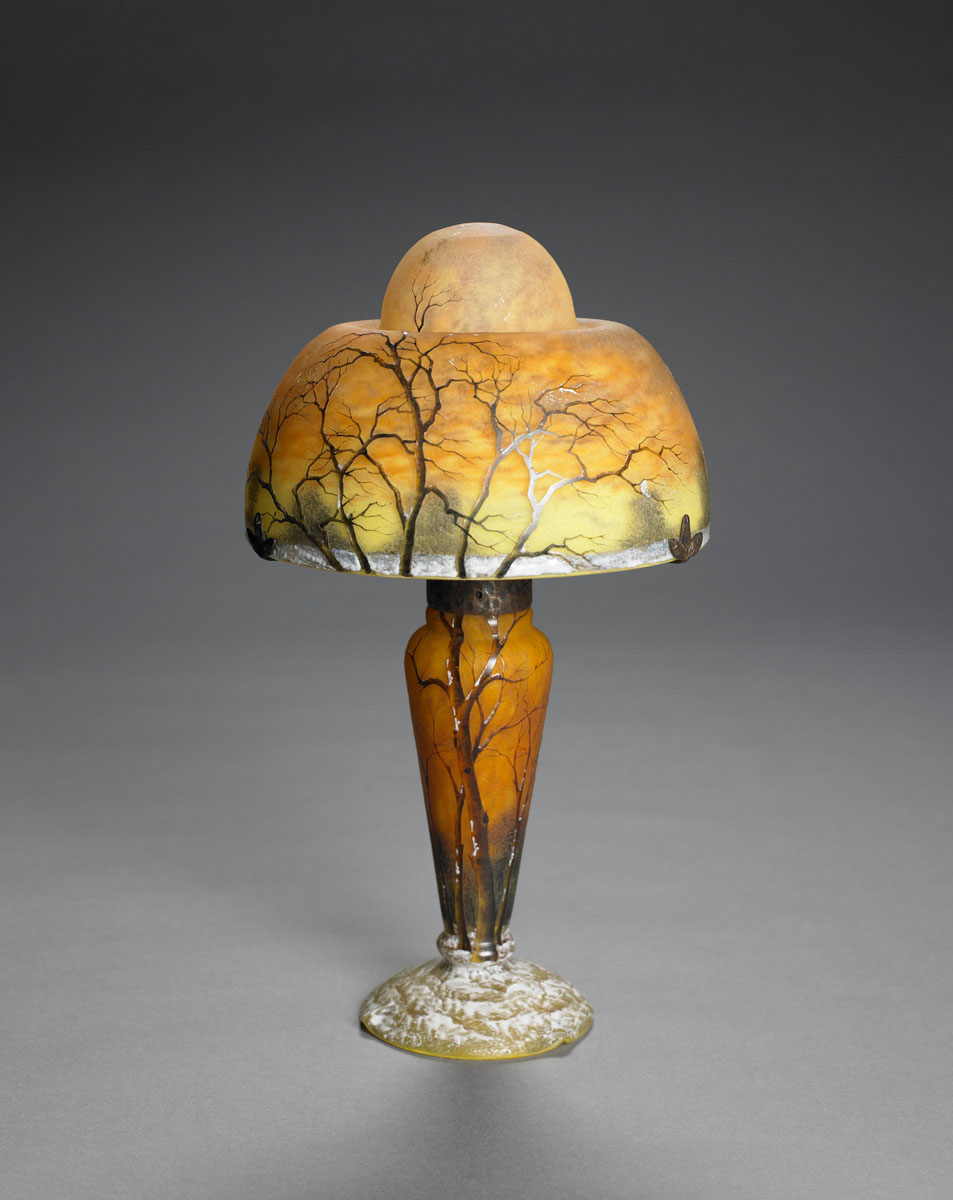
Lampa ok. 1900

Auguste Daum (ur. w 1854 w Nancy, zm. 1 kwietnia 1909 tamże) – francuski artysta, tworzący wyroby ze szkła w stylu secesji.
Był synem Jeana Daum, który w 1875 założył pracownię szkła artystycznego Daum. W tej firmie Auguste Daum pracował wraz ze swym bratem Antonim. Jego syn Léon Daum był inżynierem i członkiem Wysokiej Władzy Europejskiej Wspólnoty Węgla i Stali.